# Capítulo Medios Hábiles

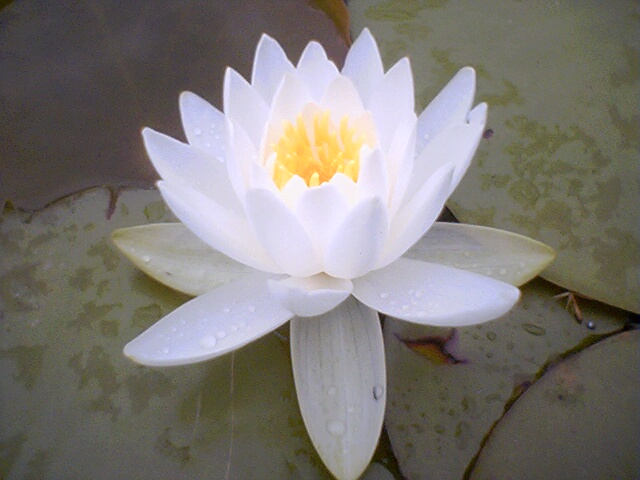
Flor del Loto blanco.

Capítulo Medios Hábiles en japonés, Hoben-bon: es el segundo del Sutra del loto, en el cual el buda Shakyamuni revela que el propósito del advenimiento de un Buda al mundo es dirigir a todas las personas hacia la iluminación. Shakyamuni muestra que todas las personas tienen el potencial para la budeidad, y que ésta no está separada de las personas sino que es inherente a sus vidas.
Este es el capítulo esencial de la enseñanza teórica (primera mitad) del Sutra del loto y uno de los principales capítulos que forman el punto de partida del Sutra del loto entero, junto con el capítulo 16 «Duración de la vida», corazón de la enseñanza esencial (última mitad).
Al comienzo del segundo capítulo, Shakyamuni se erige desde su profunda meditación, llamada «samādhi del origen del inmensurable significado», y se dirige a Shariputra, declarando que la sabiduría de los Budas es infinitamente profunda e inmensurable, más allá de la comprensión de los que escuchan la voz y los que han despertado a la causa. Solo Budas, dice, pueden despertar al verdadero aspecto de todos los fenómenos, el cual consiste de apariencia, naturaleza, entidad, poder, influencia, causa interna, relación, efecto latente, efecto manifiesto y consistencia de principio a fin.
Esta revelación de que todos los seres vivientes de los diez mundos están de forma inherente dotados de y pueden manifestar el verdadero aspecto identificado como «los diez factores» establece la base teórica para la subsecuente aserción de que todas las personas tienen el potencial para alcanzar la Budeidad. Basado en este pasaje Tien-tai (538-597 DC) estableció el principio de los tres mil aspectos en un instante de vida.
Shakyamuni revela luego que los Budas hacen su advenimiento por «una grandiosa razón», que es posibilitar a todas las personas a alcanzar la misma iluminación que ellos mismos alcanzaron. De acuerdo con el capítulo, su propósito es «Abrir la puertas de la sabiduría de Buda para todos los seres vivientes, para mostrar la sabiduría de Buda a todos los seres vivientes, para causar que los seres vivientes despierten a la sabiduría de Buda, e inducir a los seres vivientes a entrar en el camino de la sabiduría de Buda».
Shakyamuni sigue adelante para explicar que los tres vehículos, o la enseñanza para los que escuchan la voz, los despertados a la causa y bodhisattvas, no son fines en sí mismos, sino medios hábiles a través de los cuales él guía a las personas al vehículo único de Buda. Este concepto es referido como «el reemplazo de los tres vehículos por el vehículo único».
- Datos: Q5748727